# Cadmiumcyanid
Cadmiumcyanid ist eine chemische Verbindung des Cadmiums aus der Gruppe der Cyanide.

## Gewinnung und Darstellung
Cadmiumcyanid kann durch Lösung von Cadmiumhydroxid in wässrigem Cyanwasserstoff und anschließendem Eindampfen gewonnen werden.
{\displaystyle \mathrm {Cd(OH)_{2}+2\ HCN\longrightarrow Cd(CN)_{2}+2\ H_{2}O} }
Es lässt sich auch aus einer wässrigen Lösung eines Cadmiumsalzes (z. B. Cadmiumsulfat) mit einem Alkalicyanid (z. B. Kaliumcyanid) fällen.
{\displaystyle \mathrm {CdSO_{4}+2\ KCN\longrightarrow Cd(CN)_{2}+K_{2}SO_{4}} }

## Eigenschaften
Cadmiumcyanid ist ein nicht brennbares weißes Pulver, welches sich bei Erhitzung braun färbt und bei Temperaturen oberhalb von 200 °C zersetzt. Auch an feuchter kohlendioxidhaltiger Luft wird es langsam, unter Abgabe von Cyanwasserstoff zersetzt. Cadmiumcyanid besitzt eine kubische Kristallstruktur des Kupfer(I)-oxid-Typs (a = 6,32 Å). Es ist wenig löslich in Wasser, aber löslich in Kaliumcyanid, wobei sich Kaliumtetracyanocadmat(II) K2[Cd(CN)4] bildet.

## Verwendung
Cadmiumcyanid wird zum Plattieren (also als Korrosionsschutz) von Metallen verwendet.